# Synaptola lugens
Synaptola lugens är en skalbaggsart som beskrevs av Schmidt 1922. Synaptola lugens ingår i släktet Synaptola och familjen långhorningar. Inga underarter finns listade i Catalogue of Life.